# Bromdichloressigsäure
Bromdichloressigsäure ist eine chemische Verbindung aus der Gruppe der Halogenessigsäuren.

## Vorkommen
Bromdichloressigsäure kommt als Nebenprodukt von organischen Desinfektionsmitteln vor, das in gechlortem Wasser entsteht, wenn Bromide im Wasser enthalten sind.

## Gewinnung und Darstellung
Bromdichloressigsäure kann in geringer Ausbeute durch Bromierung von 1,1-Dichlor-2,2-diethoxyethan, Hydrolyse des bromierten Acetals zum Bromdichloracetaldehyd und anschließender Oxidation mit konzentrierter Salpetersäure hergestellt werden.

## Eigenschaften
Bromdichloressigsäure ist ein kristalliner farbloser Feststoff, der schwer löslich in Wasser ist.

## Verwendung
Bromdichloressigsäure kann als analytischer Referenzstandard für die Bestimmung von Stoffen aus der Umwelt durch verschiedene chromatographische Verfahren verwendet werden.

## Regulierung
Über den Safe Drinking Water and Toxic Enforcement Act of 1986 besteht in Kalifornien seit 29. Juli 2016 eine Kennzeichnungspflicht für Produkte, die Bromdichloressigsäure enthalten.